# Шатиста
Шатиста или Сачишта (грч. Σιάτιστα, Сијатиста) је град и седиште општине Горуша у периферији Западна Македонија, Грчка. Према попису из 2021. године било је 5.057 становника.
Према бугарском географу и историчару, Василу Канчову, у Шатисту је 1900. године живело 4.800 Грка. Иако се сматрају за Грке, становници Шатиста су аромунског порекла који су постепено асимиловани.